# Raúl Galbarro
Raúl Galbarro Gutiérrez (Sevilla) es un entrenador de fútbol español que actualmente dirige al Recreativo de Huelva, equipo que milita en el Grupo 2 de la Primera Federación.

## Trayectoria
Nació en Sevilla y es licenciado en Ciencias de la Educación y diplomado en Magisterio, con especialidad en Educación Física, ejerciendo como profesor en el colegio Tabladilla de la capital andaluza desde el año 1999. 
Además, posee el título de técnico superior deportivo en fútbol y comenzó su trayectoria como entrenador en las categorías inferiores del Real Betis Balompié, en el que dirigió desde benjamines hasta categoría juvenil.
Más tarde, trabajó en las categorías inferiores del Altair, Nervión y Club Atlético Central, antes de firmar en 2022 en las categorías inferiores del Córdoba CF para dirigir al Cadete A y durante dos temporadas más al Juvenil B, con el que logró ascender a Liga Nacional y consolidar su permanencia.
En la temporada 2024-25, sería entrenador del equipo cadete del Club Deportivo Utrera en División de Honor.
El 23 de diciembre de 2024, firma como entrenador del Atlético Onubense de la Tercera Federación.
El 23 de abril de 2025, es anunciado como nuevo entrenador del Recreativo de Huelva de la Primera Federación, tras la destitución de Iñigo Vélez.

## Clubes

### Como entrenador
| Club                              | País   | Año       |
| --------------------------------- | ------ | --------- |
| Atlético Central B                | España | 2021-2022 |
| Córdoba CF Fútbol Base            | España | 2022-2024 |
| Club Deportivo Utrera Fútbol Base | España | 2024      |
| Atlético Onubense                 | España | 2024-2025 |
| Recreativo de Huelva              | España | 2025-     |